# Christian Albini
Christian Albini (Crema, 13 settembre 1973 – Crema, 9 gennaio 2017) è stato un docente italiano.

## Biografia
Laureato in Scienze politiche all'Università degli Studi di Milano ha successivamente conseguito il Magistero in Scienze Religiose presso l'Istituto superiore di scienze religiose nel 2003. Terminati gli studi ha intrapreso la carriera d'insegnante di religione presso diversi istituti scolastici. Dal 1996 al 2012 ha fatto parte della Presidenza del Consiglio Pastorale Diocesano di Crema. Successivamente ha assunto il ruolo di coordinatore del Centro di Spiritualità della Diocesi di Crema. È stato socio fondatore dell'Associazione Viandanti, una rete di gruppi cattolici in Italia. Dal dicembre 2009 ha fatto parte dell'Associazione Teologica Italiana come cultore delle discipline teologiche. Dal 1999 al 2005 è stato caporedattore della rivista "L'impresa al plurale". Per due anni (2006-2007) ha fatto parte della Redazione della rivista "Aggiornamenti Sociali". Ha collaborato alla rivista Jesus, curando fino al numero di gennaio 2017 la rubrica intitolata “Un popolo chiamato Chiesa”.
Christian Albini è morto nel gennaio 2017 dopo una lunga malattia. Era sposato e aveva tre figli.
Il 12 gennaio 2018, ad un anno dalla scomparsa, la Diocesi di Crema ha organizzato un incontro in ricordo di Christian Albini con la partecipazione di Ludwig Monti e Guido Dotti (Monaci della comunità di Bose) e il Vescovo di Crema Daniele Gianotti. Alcuni dei suoi libri sono stati tradotti in lingua straniera.
Nel 2015, a seguito di un articolo di Chiara Giaccardi su Avvenire intitolato Non solo ideologia: riappropriamoci del genere, insieme a Rita Tori e Alberto Pellai, è stato uno dei primi autori, tra quelli che si sono dichiarati pubblicamente cattolici, a pronunciarsi a favore degli studi di genere e dell'introduzione dell'ideologia del Gender nel mondo cattolico.

## Opere
- Una pausa con Dio, con i vangeli feriali della Quaresima, Paoline Editoriale Libri, 2007.
- Una pausa con Dio 2, con i Vangeli feriali di Avvento e Natale, Paoline Editoriale Libri, 2007.
- Una pausa con Dio 3, con i vangeli feriali del tempo di Pasqua, Paoline Editoriale Libri 3, 2008.
- L’arte della misericordia, Edizioni Qiqajon, 2015, ISBN 978-88-8227-459-7.
- Benedire la vita, Paoline Libri, 2015.
- Cerco parole buone su vita amore e morte, Paoline Libri, 2016.
- Sopportare pazientemente le persone moleste, aver pazienza con gli altri come Dio con noi, EMI, 2016, ISBN 978-88-307-2341-2.
- Il male, risvegliare l'umano in Hannah Arendt e Dietrich Bonhoeffer, Gabrielli, 2016, ISBN 88-6099-289-3.
- Responsabili dell'umano, antropologia inclusiva in chiave etico-politica, Cittadella editrice, 2020, ISBN 978-88-3081-730-2

### Prefazioni e curatele
- La via semplice di Chuang Tzu, di Thomas Merton (a cura di Christian Albini), Paoline Editoriale Libri, 2014.
- Che la mia sete diventi sorgente, di Thomas Merton (a cura di Christian Albini), Ancora, 2015.

### E-book
- L'umanità di Gesù: tra storia e fede, 2015, ASIN: B00SEI9I0I
- La conversione del cristiano e della chiesa, ASIN: B00OABUPJ6
- Guida alla letture dell'Evangelii Gaudium, ASIN: B00HKE40VY
- Gesù: un insegnamento dentro la vita. Introduzione al Vangelo di Matteo, ASIN: B00GZOST8K
- Liberarci dal denaro. Fede, povertà e ricchezza da Gesù a papa Francesco, ASIN: B00FQF6MJM

## Trasmissioni televisive e radiofoniche
- Strada regina, 04 maggio 2013 - I primi passi di Papa Francesco (RSI LA1)
- Uomini e profeti, 14 novembre 2015 - Merton, il monaco sul confine (RadioRai)
- Il Diario di Papa Francesco del 1 giugno 2016, condotta da Gennaro Ferrara (TV2000)
- AlzogliOcchi di Fabio Colagrande (Radio Vaticana)